# Severomorsk (cacciatorpediniere)
Severomorsk è un cacciatorpediniere classe Udaloj entrato in servizio con la Marina sovietica nel 1987 e dopo lo scioglimento dell'Unione Sovietica, divenne parte della Marina russa.

## Storia
Il Severomorsk fu impostato il 12 giugno 1984 e varato il 24 dicembre 1985 presso il cantiere Severnaya Verf a San Pietroburgo per poi entrare in servizio il 30 dicembre 1987.
Il 4 ottobre 2017, il Severomorsk, a capo di un disttaccamento di navi, tornò alla base principale della Flotta del Nord dopo aver completato con successo una serie di esercitazioni nel Mar Glaciale Artico.
Il 5 luglio 2018 la nave partì dal porto di Severomorsk alla volta dell'Oceano Indiano. Durante questa missione, che iniziò nella secondo metà di settembre, il Severomorsk portò a termine diverse operazioni militari e diplomatiche, visitando i porti di Algeria, Victoria (Australia), Pemba (Tanzania), Antsiranana (Madagascar), Gibuti, Karachi (Pakistan) e Limassol (Cipro). Sempre nel 2018, il cacciatorpediniere prese parte alle esercitazioni navali russo-giapponesi nel Golfo di Aden, incentrate sulle operazioni antipirateria, e successivamente alle esercitazioni russo-pakistane Arabian Monsoon 2018.
L'8 gennaio 2019, la nave attraversò i Dardanelli ed entrò nel Mar di Marmara. Il 10 gennaio, giunse a Sebastopoli per effettuare delle operazioni di manutenzione, dopodiché riprese le sue attività. All'inizio di aprile dello stesso anno, il Severomorsk fi impegnato in missioni nel Mediterraneo, e a metà del 2019 partecipò alla parata navale di San Pietroburgo.
A metà del 2020 il Severomorsk fu schierato nel Mare di Bering, effettuando il Passaggio a nord-est attraverso il Mare del Nord. Prima di tornare al porto di Severomorsk, a novembre dello stesso anno, la nave navigò al largo dalle acque territoriali britanniche nel Moray Firth, accompagnata dalla petroliera Sergey Osipov.
Nel gennaio 2021, il Severomorsk entrò nel Mare di Barents per condurre esercitazioni di artiglieria navale, continuando a mantenere un ruolo attivo nelle operazioni della Marina Russa. Al 2023, la nave è ancora operativa.

## Galleria d'immagini

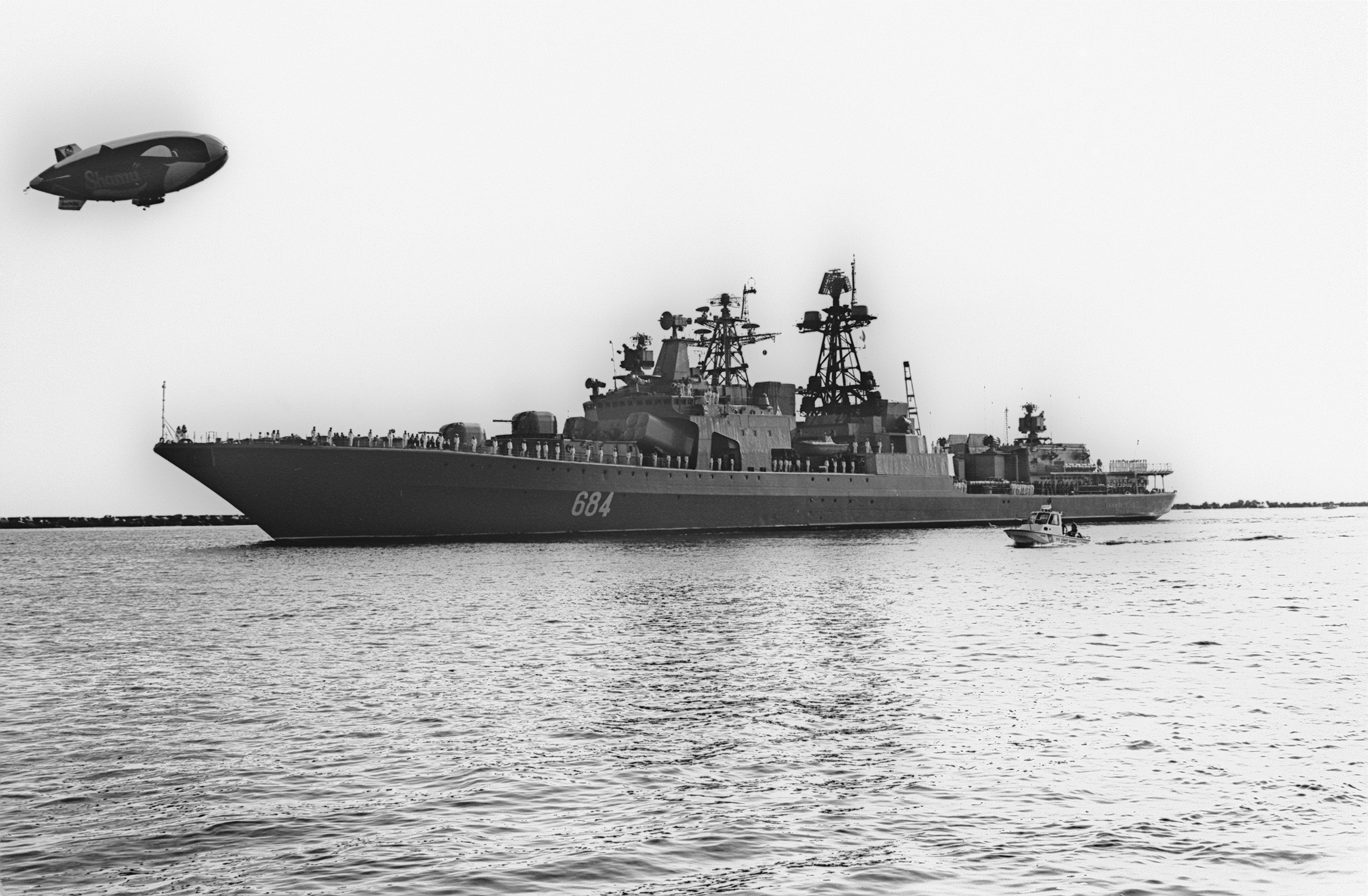
Severomorsk ancorato il 7 gennaio 1991.
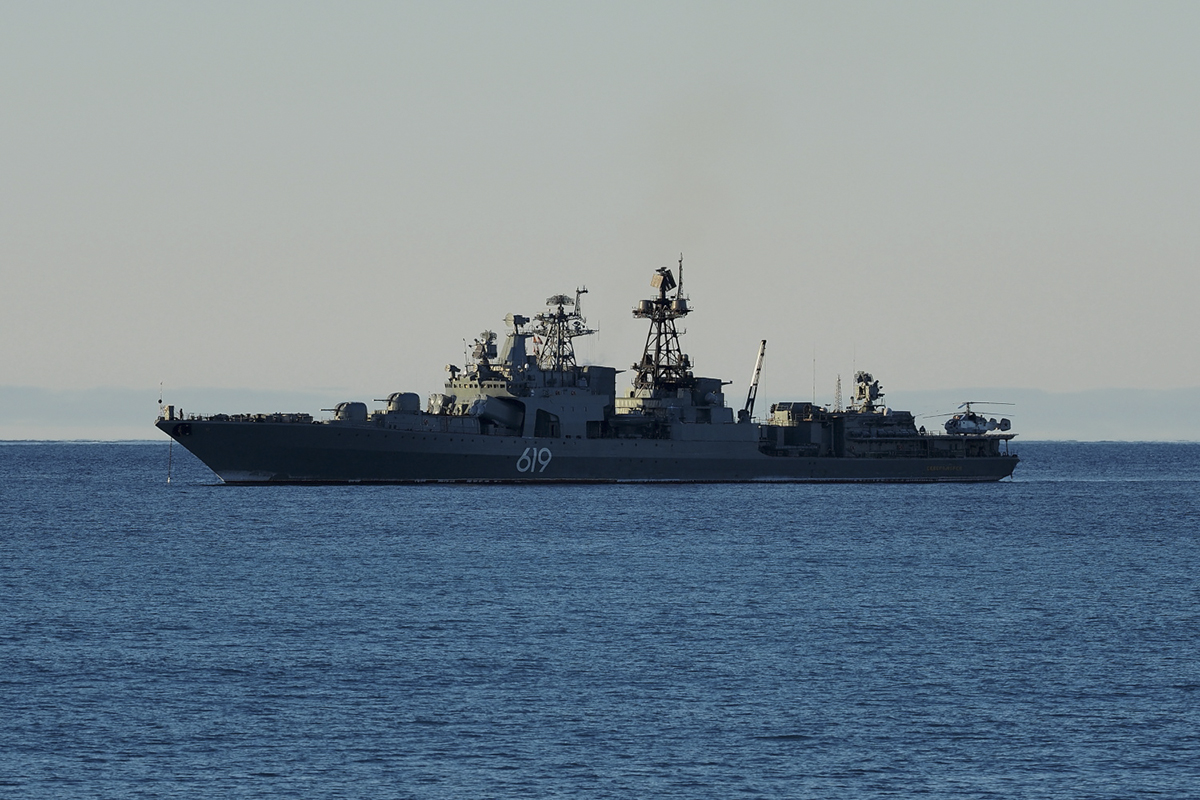
Severomorsk in navigazione il 28 settembre 2017.
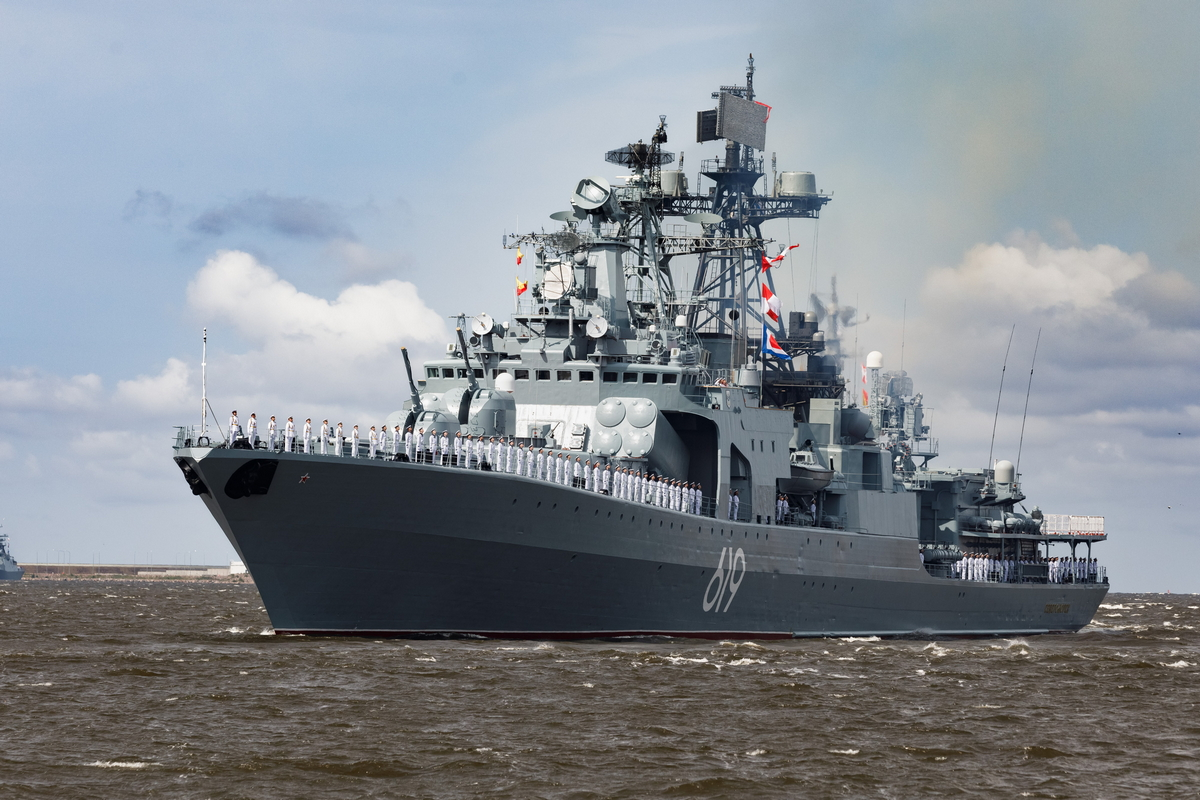
Severomorsk durante la parata del giorno della marina russa nel 2023.

## Riferimenti
1. ↑   Large Anti-Submarine Ships - Project 1155, su russianships.info. URL consultato il 4 dicembre 2024.
2. ↑  (RU) Ministero della Difesa Russo,  https://structure.mil.ru/structure/forces/navy/news/more.htm?id=12144609@egNews.
3. ↑  (RU) Ministero della Difesa Russo,  https://function.mil.ru/news_page/country/more.htm?id=12203478@egNews.
4. ↑  (RU) Ministero della Difesa Russo,  https://function.mil.ru/news_page/country/more.htm?id=12211470@egNews.
5. ↑  (RU) Severomorsk cerca sottomarini nel Mediterraneo orientale, su Ministero della Difesa Russo, 2 gennaio 2019.
6. 1 2  (EN) Russian Naval Deployments 03-09 Aug 2020, su War vs Peace.
7. ↑  (EN) George Allison, Russian warship operating in Moray Firth, su UK Defence Journal, 5 novembre 2020.
8. ↑  (RU) Ministero della Difesa Russo,  https://structure.mil.ru/structure/forces/navy/news/more.htm?id=12339995@egNews.
9. ↑  (EN) Project 1155 Severomorsk Working Up in Barents Sea, su SeaWaves Magazine. URL consultato il 27 agosto 2024.